# Hilleborg Margrethe Holck
Hilleborg Margrethe komtesse Holck, gift von Qualen (døbt 13. november 1739 i Orebygårds kapel, død 6. november 1817 på Christianssæde, Lolland) var en dansk adelsdame, søster til kong Christian VII's yndling Frederik Vilhelm Conrad Holck og til Margrethe Holck samt Flemming og Gustav Frederik Holck-Winterfeldt.
Hun var datter af grev Christian Christopher Holck og Ermegaard Sophie baronesse Winterfeldt. Holck ægtede 1765 Frederik Christian von Qualen og blev 1768 dame de l'union parfaite. Hun var og er kendt fra Jens Baggesens livshistorie.